# 田野町
田野町（たのちょう）は、高知県の東部に位置する町。四国で最も面積の小さい自治体である。人口密度は高知市、南国市に次いで県下3位である。県内人口密度2位の南国市と僅差である。

## 地理

### 地形

#### 河川
主な川
- 奈半利川

#### 海域
- 土佐湾 - 今後発生が予見されている南海トラフ巨大地震の際には、町内の海岸に最大12mの津波が到達することが予想されている[1]。

### 人口
| |                                        |  |
| 田野町と全国の年齢別人口分布（2005年） | 田野町の年齢・男女別人口分布（2005年） |  |
| ■紫色 ― 田野町 ■緑色 ― 日本全国 | ■青色 ― 男性 ■赤色 ― 女性              |  |
| 田野町（に相当する地域）の人口の推移 \| 1970年（昭和45年） \| 4,323人 \| \| \| 1975年（昭和50年） \| 4,279人 \| \| \| 1980年（昭和55年） \| 4,149人 \| \| \| 1985年（昭和60年） \| 3,814人 \| \| \| 1990年（平成2年） \| 3,682人 \| \| \| 1995年（平成7年） \| 3,575人 \| \| \| 2000年（平成12年） \| 3,315人 \| \| \| 2005年（平成17年） \| 3,236人 \| \| \| 2010年（平成22年） \| 2,932人 \| \| \| 2015年（平成27年） \| 2,733人 \| \| \| 2020年（令和2年） \| 2,498人 \| \| |                                        |  |
| 総務省統計局 国勢調査より |                                        |  |
| 1970年（昭和45年） | 4,323人                                |  |
| 1975年（昭和50年） | 4,279人                                |  |
| 1980年（昭和55年） | 4,149人                                |  |
| 1985年（昭和60年） | 3,814人                                |  |
| 1990年（平成2年） | 3,682人                                |  |
| 1995年（平成7年） | 3,575人                                |  |
| 2000年（平成12年） | 3,315人                                |  |
| 2005年（平成17年） | 3,236人                                |  |
| 2010年（平成22年） | 2,932人                                |  |
| 2015年（平成27年） | 2,733人                                |  |
| 2020年（令和2年） | 2,498人                                |  |

### 隣接自治体
高知県
- 安芸郡奈半利町 - 田野町役場と奈半利町役場との距離は、1km強（徒歩20〜25分）である。
- 安芸郡安田町
- 安芸郡北川村

## 歴史

### 沿革
明治
- 1889年（明治22年） - 町村制実施、田野村発足。

大正
- 1920年（大正9年）5月1日 - 町制施行、田野町発足。

## 政治

### 行政

#### 首長
歴代首長
- 1代目: 島崎直敬（1889年5月 - 1889年）
- 2代目 - 4代目: 村木繁枝（1889年12月 - 1902年）
- 5代目 - 6代目: 北川忠惇（1902年12月 - 1907年5月）
- 7代目: 高原鶴太郎（1909年3月 - 1913年）
- 8代目: 福留保秀（1913年 - 1915年）
- 9代目: 村田一馬（1915年1月 - 1916年）
- 10代目 - 14代目: 山崎和吉（1916年3月 - 1930年）
- 15代目: 川田耕太郎（1930年 - 1934年）
- 16代目 - 17代目: 松本孝一（1934年10月 - 1940年）
- 18代目 - 19代目: 長田貞恵（1940年 - 1945年）
- 20代目: 入交彬（1945年5月 - ）
- 21代目: 松本孝一
- 22代目 - 23代目: 村岡卓右衛門
- 24代目 - 28代目: 岸野鼎（ - 1975年4月）
- 29代目 - 31代目: 広末久一（1975年5月 - 1985年5月）
- 32代目 - 33代目: 山本展甫（1985年5月 - 1993年5月）
- 34代目 - 36代目: 桑名義彦（1993年5月 - 2005年5月）
- 37代目 - : 安岡雅徳（2005年5月 - ）

## 施設

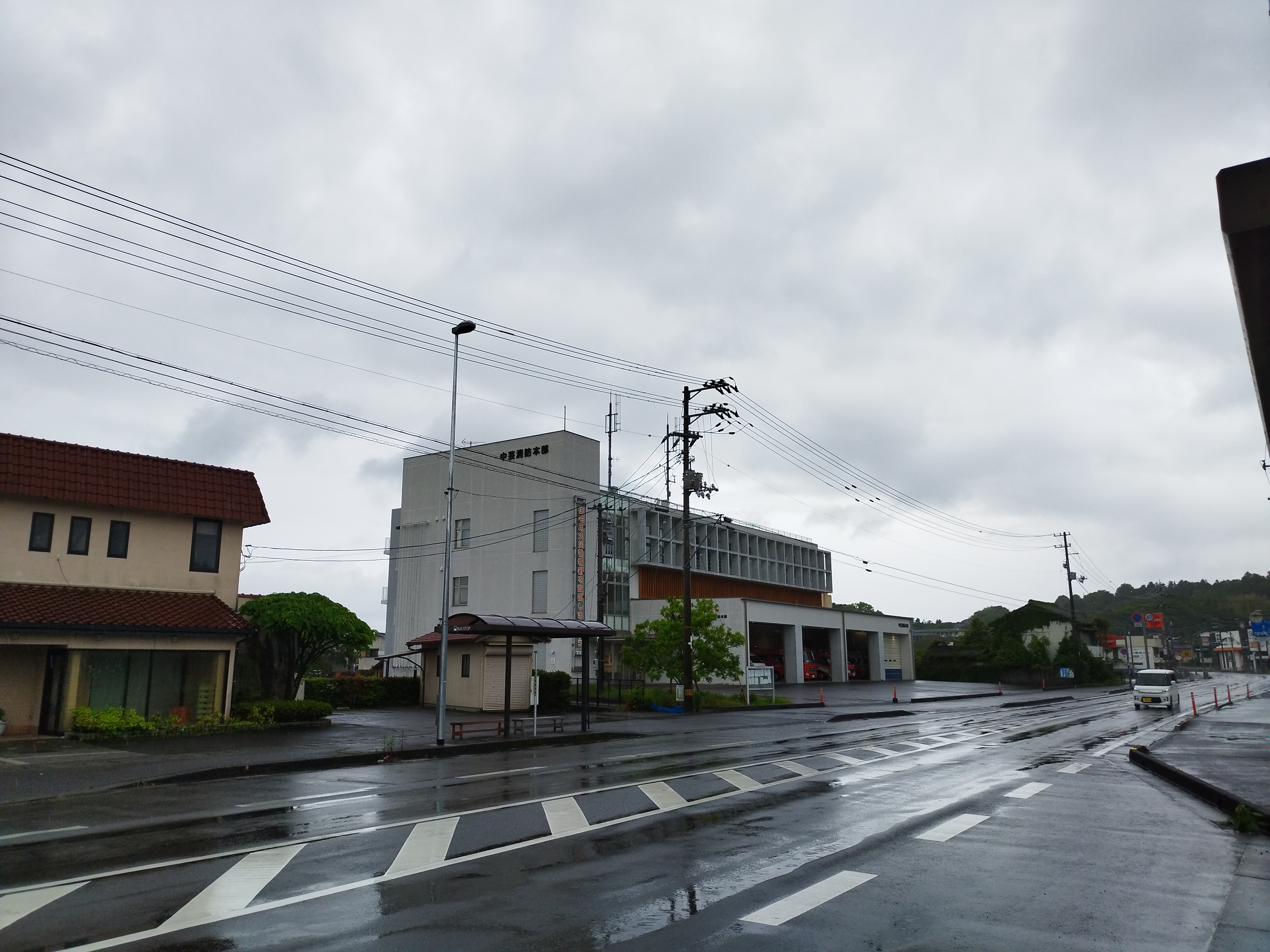
中芸広域連合消防本部

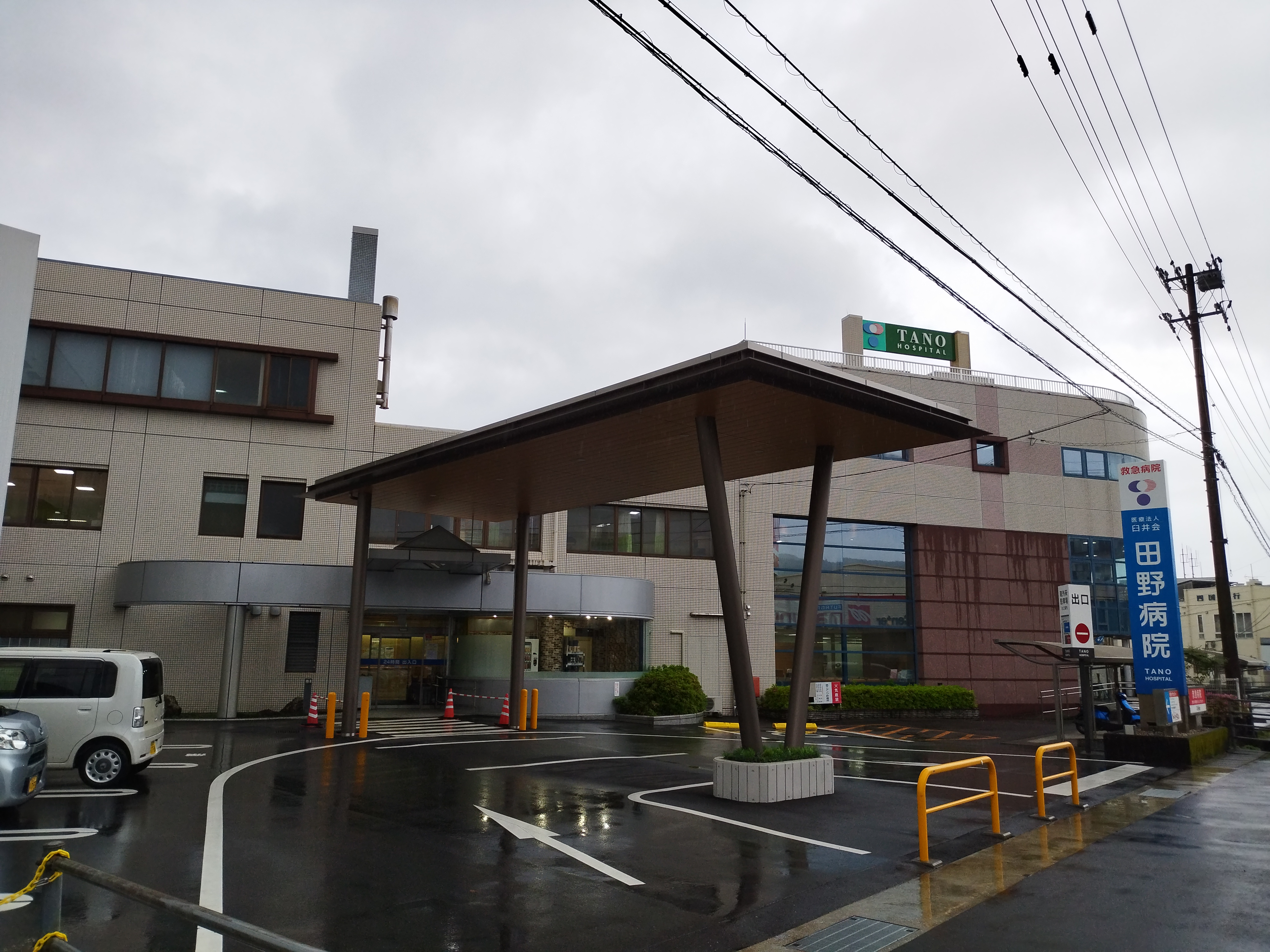
田野病院

### 警察
町内に警察施設はない

### 消防
本部
- 中芸広域連合消防本部・中芸広域連合消防署

### 医療
主な病院
- 田野病院

### 郵便局
主な郵便局
- 田野郵便局

## 対外関係

### 姉妹都市・提携都市
宮崎県宮崎市田野町

### 第一次産業
- 農業
- 漁業
- 製塩 - 完全天日塩

### 第二次産業
- 食品加工 - 冷菓製造業

### 第三次産業

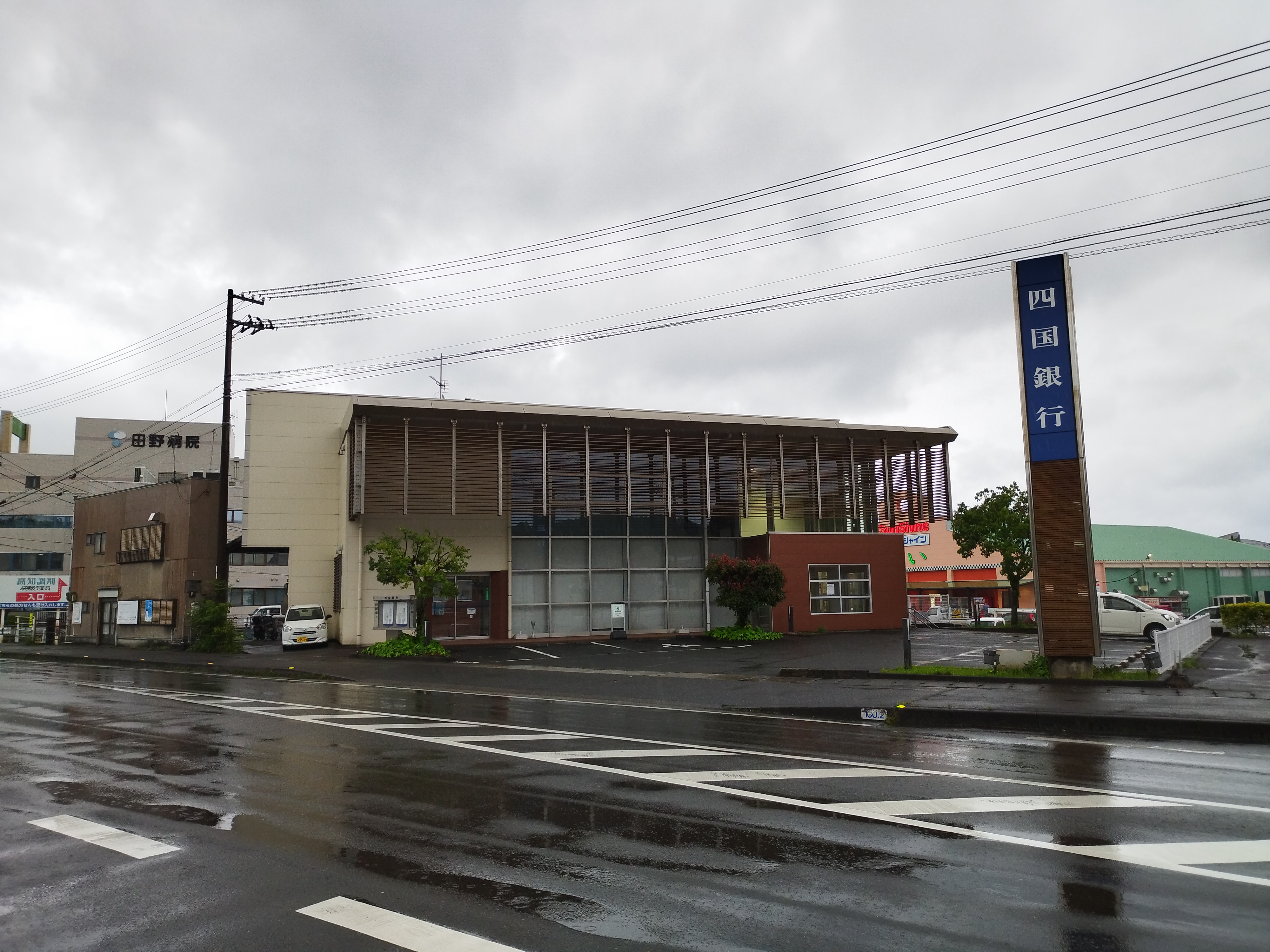
四国銀行田野支店

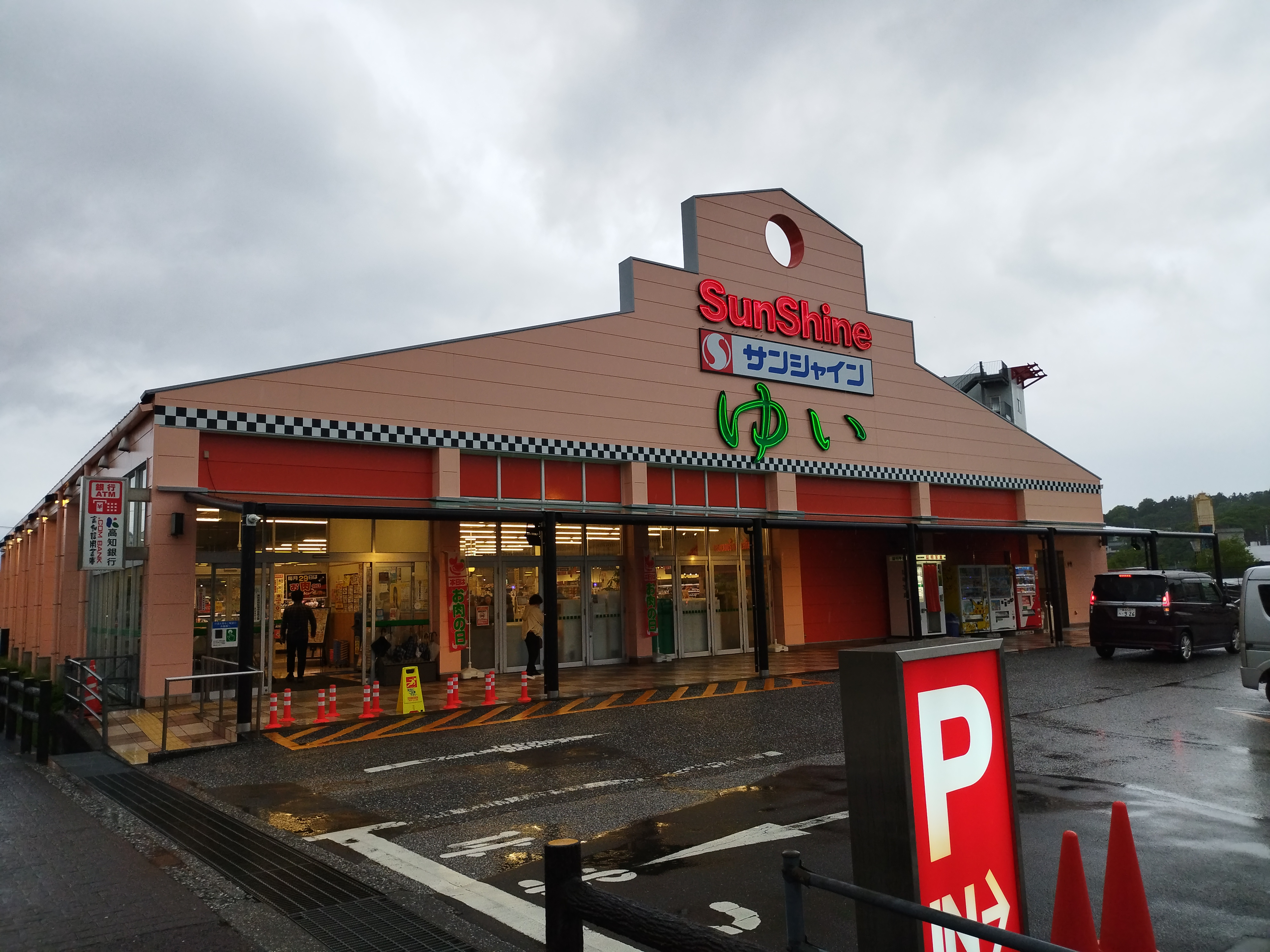
サンシャインゆい店（田野町）

- 観光業

### 拠点を置く企業
- 松崎冷菓工業

## 教育

### 高等学校
県立
- 高知県立中芸高等学校

### 中学校
町立
- 田野町立田野中学校

### 小学校
町立
- 田野町立田野小学校

### 幼児教育
認定こども園田野っ子

## 交通

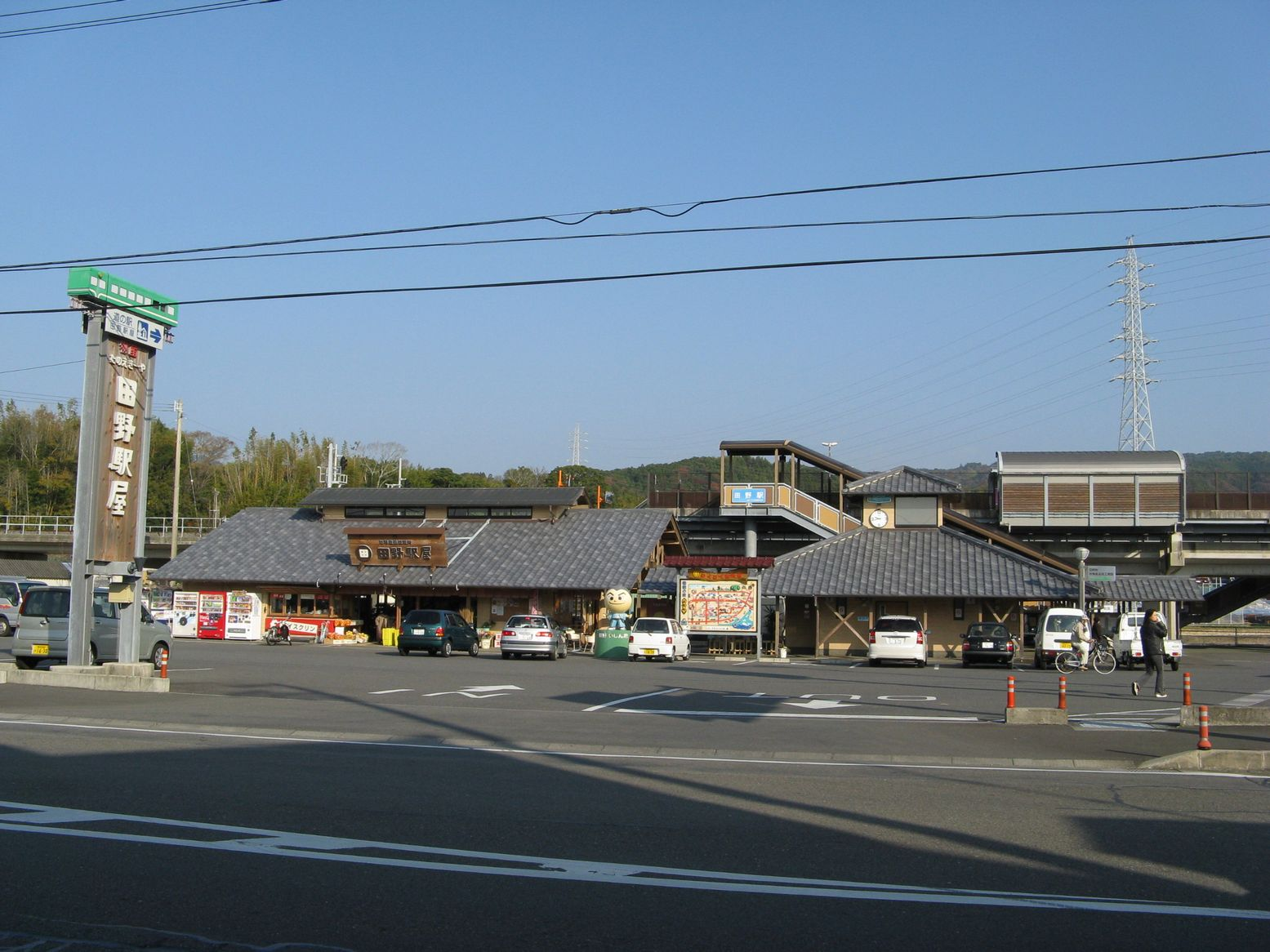
田野駅と道の駅田野駅屋

### 空路

#### 空港
- 町内に空港は存在しない。
  - 最寄りの空港は、高知龍馬空港（南国市）である。

### 鉄道
- 土佐くろしお鉄道
  - ごめん・なはり線：田野駅

### バス

#### 路線バス
- 高知東部交通
  - 安芸駅・安芸営業所方面
  - 奈半利駅・室戸・室戸岬方面
- 田野町コミュニティーバス「たのくるバス」 
  - 大野線 ※火曜日・金曜日に運行
  - 北張線　※火曜日・金曜日に運行
  - 土生岡線 ※水曜日・土曜日に運行
  - 開循環線 ※水曜日・土曜日に運行

### 道路

#### 国道
- 国道55号

#### 県道
- 高知県道206号西谷田野線

### 道の駅
- 道の駅田野駅屋

## 出身関連著名人
- 清岡道之助（維新志士）
- 清岡公張（維新志士）
- 奥村多喜衛（マキキ聖城教会（ハワイ）を創設した宣教師）
- 広末常三郎（金物商、土佐度量衡合名会社代表社員、高知金融無尽社長、田野町の農家廣末三五郎の養子、女優広末涼子の高祖父）